# Marinec
Marinec is een plaats in de gemeente Pregrada in de Kroatische provincie Krapina-Zagorje. De plaats telt 157 inwoners (2001).